# Кармалей (Нижегородская область)
 Кармалей  — опустевшая деревня в Починковском районе Нижегородской области. 

## География
Находится в южной части Нижегородской области на расстоянии примерно 11 километров по прямой на север от села Починки, административного центра района.  

## История
До 2020 года деревня находилась в составе Починковского сельсовета.

## Население
Постоянное население составляло 2 человека (русские 100%) в 2002 году, 0 в 2010.